# Chikkaballi, Mandya
Chikkaballi là một làng thuộc tehsil Mandya, huyện Mandya, bang Karnataka, Ấn Độ.